# Lourenço Marques (explorador)
Lourenço Marques va ser un explorador i comerciant portuguès que va viure a l'Àfrica oriental i allí va fer exploracions amb fins comercials en segle xvi.

## Biografia
El 1544, acompanyat per António Caldeira, comandà expedicions a la costa de Moçambic, va explorar la costa i va arribar al riu Limpopo, on van tenir relacions amb els indígenes. A partir d'aquí, van anar al riu Umbeluzi. Llavors, des del riu Maputo va baixar fins al mar, i va donar el seu nom a la badia que ja havia visitat prèviament i que alguns han anomenat «da Boa Morte» i António do Campo va anomenar-la «da Lagoa», d'on prové el nom anglès badia Delagoa, actualment Badia de Maputo. Els dos aventurers van pensar establir-hi un gran mercat per a productes de l'interior, i s'hi van establir, dedicant-se al principi per rescat d'ivori.
Mentrestant João de Castro va informar del descobriment de la badia al rei Joan III de Portugal, i aquest, el 1546, va enviar a reconèixer els rius que hi fluïen i fundar-hi una factoria fortificada a la riba dreta del riu anomenat «do Esperito Santo», que després seria força important. Nogensmenys, Lourenço Marques s'hi havia instal·lat definitivament i va fer pactes de pau amb els indígenes, lliurant-se tant al negoci de l'ivori com al del coure, d'acord amb el testimoni del mateix João de Castro el 1545.
Va dirigir les exploracions de 1546, que ja hi portava dos anys, i a poc a poc, la badia i els territoris adjacents van començar a ser anomenats «Lourenço Marques». Aquesta toponímia van persistir, i la ciutat que s'hi va aixecar va rebre el nom de Lourenço Marques. Per ordre del rei de Portugal, Joan III, la badia va rebre el nom de Baía de Lourenço Marques, en honor seu. La petita fortificació construïda pels portuguesos al marge sud de la badia també fou designada amb el seu nom, que perdurà fins poc després de la independència del país africà. El 3 de febrer de 1976, el nom oficial fou canviat per Maputo, igual que el de la pròpia badia.
Se sap que l'11 de febrer de 1557 l'explorador va rebre com a recompensa, el nomenament del càrrec d'escrivà de la factoria de Kochi. D'António Caldeira no se'n va saber res més.